# Kem fraîche

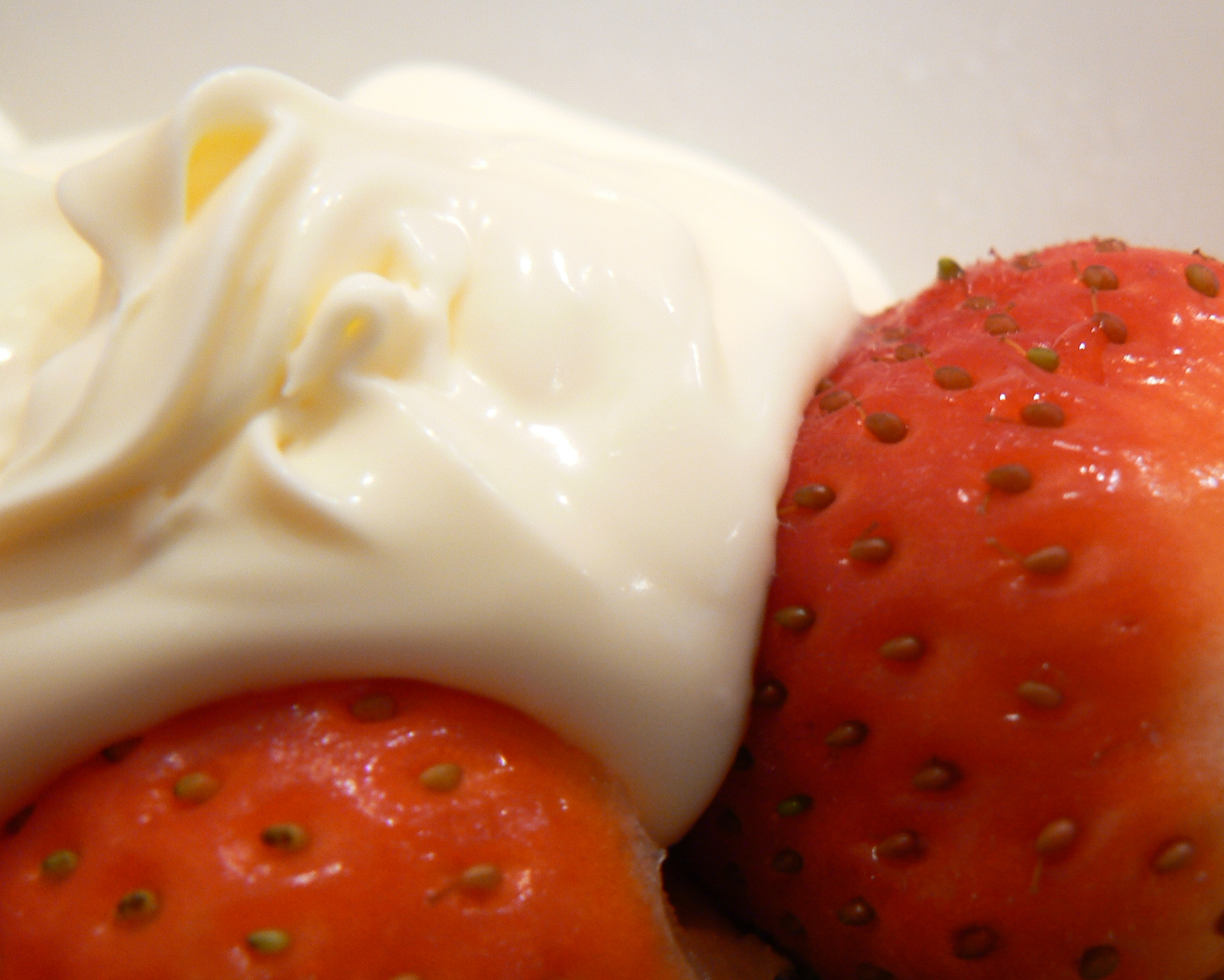
Dâu và kem fraîche

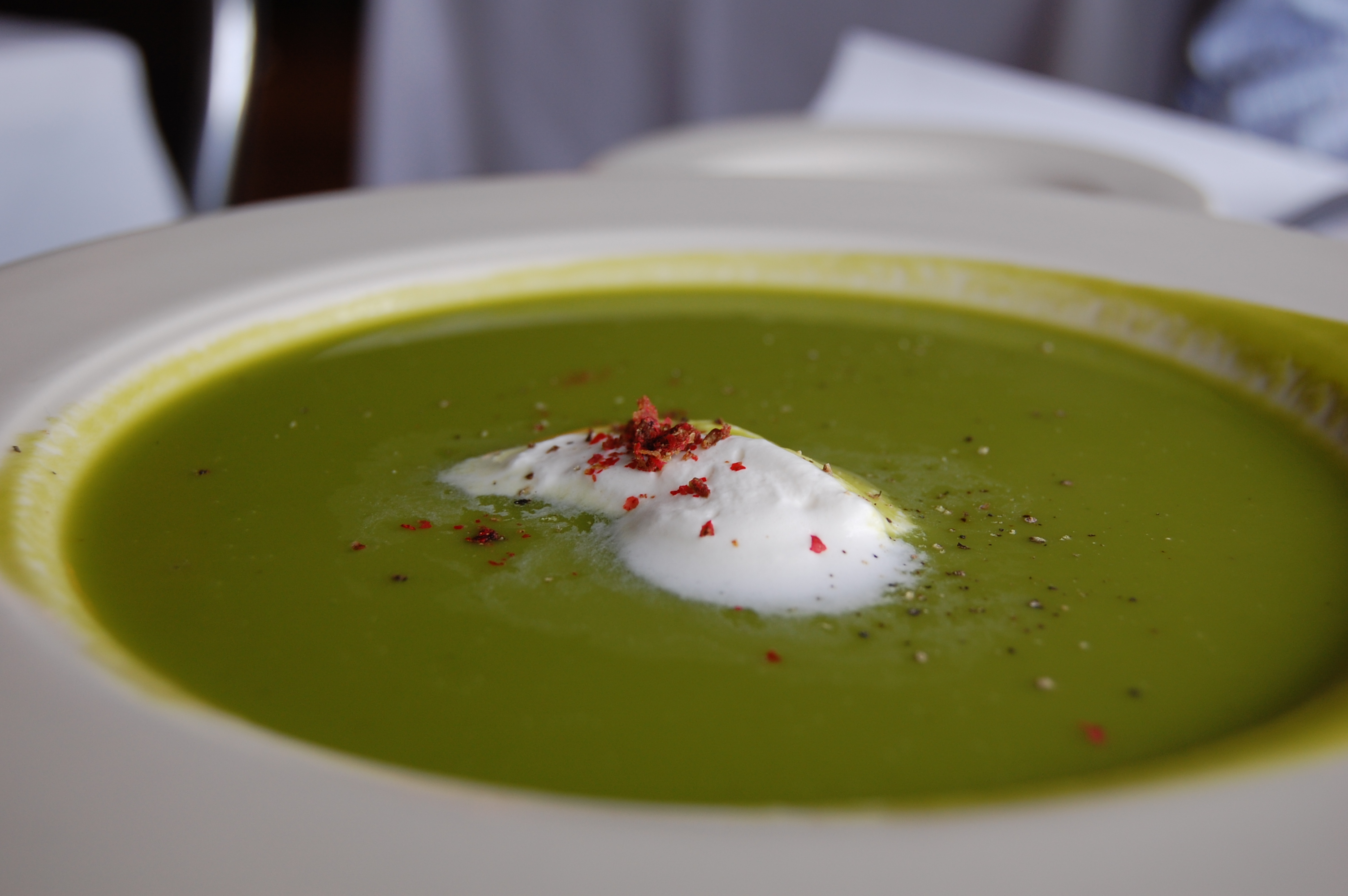
Súp măng tây với kem fraîche và tiêu đỏ

Kem fraîche (/ˌkɹɛmˈfɹɛʃ/, phát âm tiếng Pháp: [kʁɛm fʁɛʃ], n.đ. 'kem tươi') là một sản phẩm từ sữa và là một loại kem chua chứa 10% – 45% chất béo từ bơ với độ pH vào khoảng 4,5.

## Thuật ngữ
Ở các nước nói tiếng Pháp, thuật ngữ kem fraîche có thể được dùng để nhắc đến một loại kem đặc và lên men - crème fraîche épaisse hay fermentée, hay kem lỏng, crème fraîche liquide hay fleurette. Ở các nước này, kem fraîche không có tiêu chuẩn gì thường nhắc đến mọt loại kem lỏng, còn loại kem đặc gọi là crème épaisse. Ở các nước khác, crème fraîche không có tiêu chuẩn gì thường nhắc đến loại kem đặc và được lên men. 

## Lịch sử

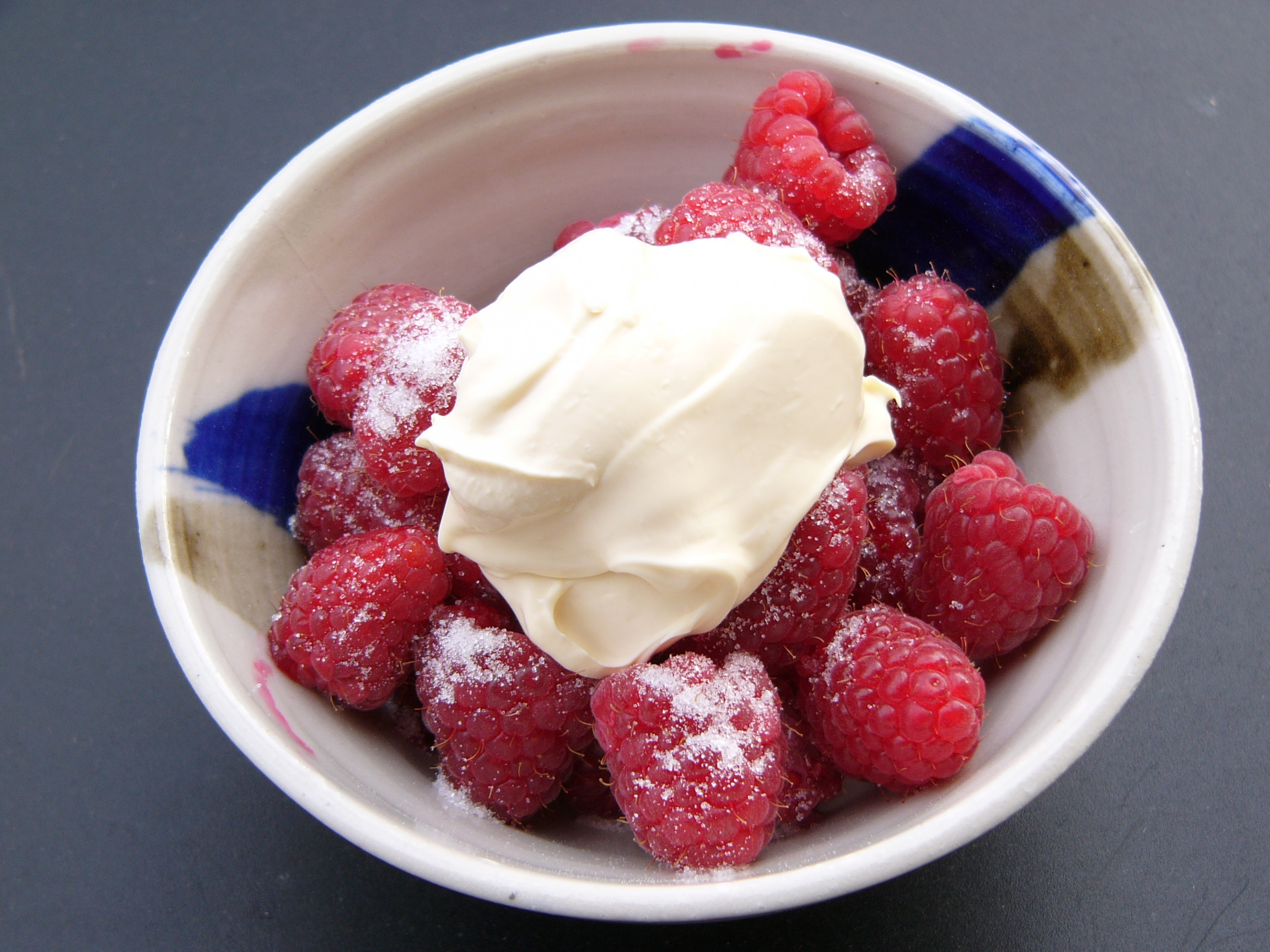
Mâm xôi với kem fraîche và đường

Kem fraîche nổi tiếng nhất được sản xuất ở Normandy, và kem fraîche trong thị trấn Isigny-sur-Mer trong khu Calvados của Normandy rất được quan tâm. Đó là loại kem duy nhất được cấp bằng Appellation D'origine Contrôlée (AOC) vào năm 1986. Nó cũng được sản xuất tại nhiều vùng ở Pháp, chủ yếu từ Brittany, Poitou-Charente, Lorraine và Champagne-Ardenne

## Sử dụng
Kem pháp được sử dụng cả nóng và lạnh trong ẩm thực Pháp. Nó thường được dùng để cho vào nước sốt mặn, với hàm lượng chất béo lớn hơn 30%, và không bị vón cục. Nó cũng được dùng để làm nhiều món tráng miệng và nước sốt món tráng miệng.

## Sản phẩm tương tự
Crema Mexicana tương tự với kem chua. Smetana từ Đông Âu và Nga rất giống nhau.